# Skrzydlik cisolistny
Skrzydlik cisolistny (Fissidens taxifolius Hedw.) – gatunek mchu należący do rodziny skrzydlikowatych (Fissidentaceae). 

## Rozmieszczenie geograficzne
Gatunek szeroko rozpowszechniony na świecie. Występuje w Europie, Ameryce Północnej, Ameryce Środkowej (Meksyk, Karaiby), Ameryce Południowej (Brazylia, Chile), Nowej Zelandii i Azji (Chiny, Japonia). W Polsce dość częsty na niżu.

## Morfologia
PokrójFormuje ciemnozielone darnie (luźne lub zbite).
Budowa gametofituŁodyżki rozgałęzione, dorastają do 2 cm wysokości, o listkach wyrastających dwustronnie. Listki języczkowate, o zaokrąglonym szczycie, długości 2 mm, szerokości 0,6 mm, brzegiem ostro karbowane, nieobrzeżone. Blaszka dwudzielna, ze skrzydełkiem dłuższym niż wyrostek. Żeberko wystaje z listka w formie krótkiego kolca.
Budowa sporofituSporogon wyrasta z dolnej części łodyżki. Seta dorasta do 1,5 cm długości. Puszka zarodni  jest lekko zgięta, czerwonobrunatna, z pojedynczym perystomem i wieczkiem o długim dzióbku. Zarodniki są gładkie, żółtawe.

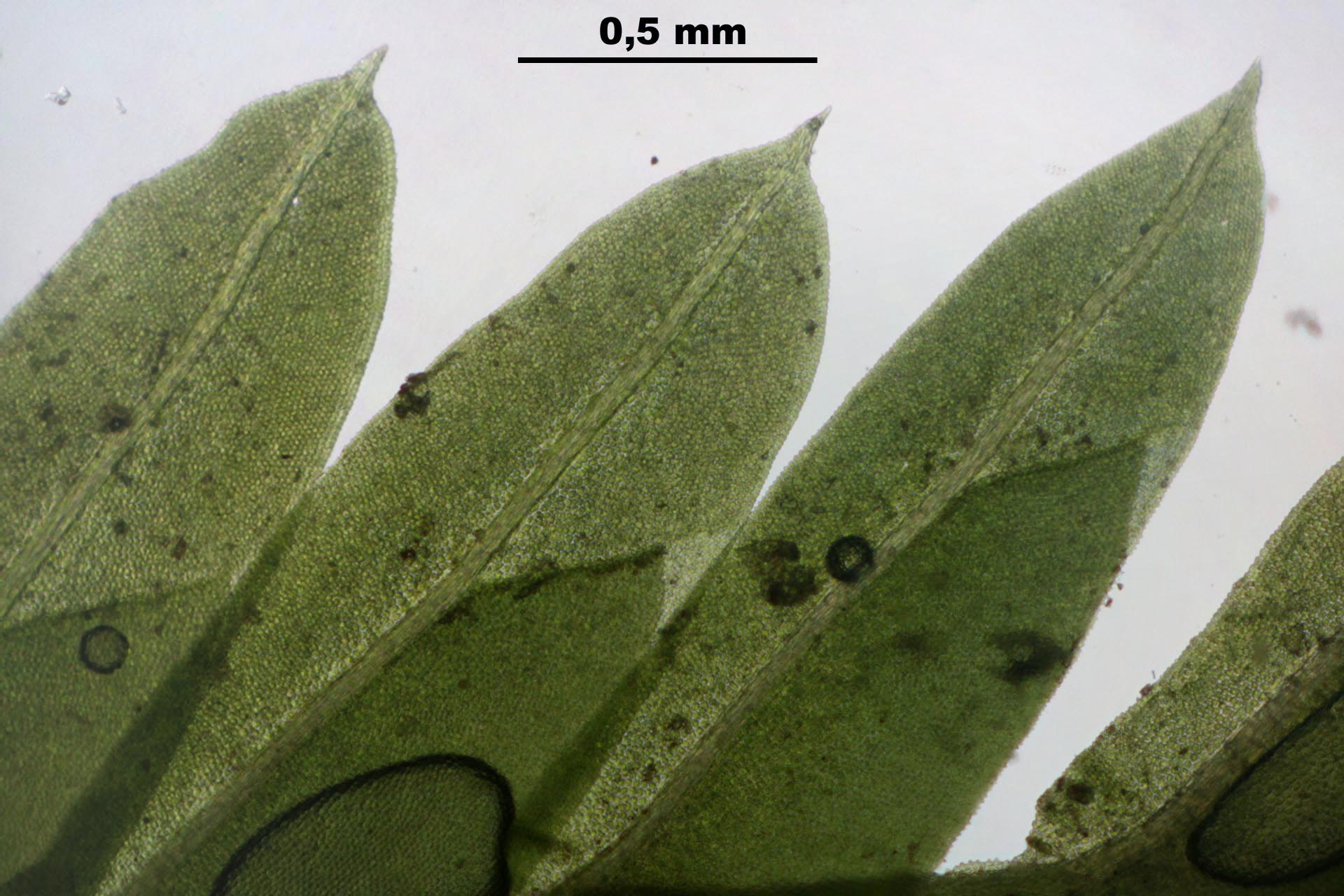
Listki
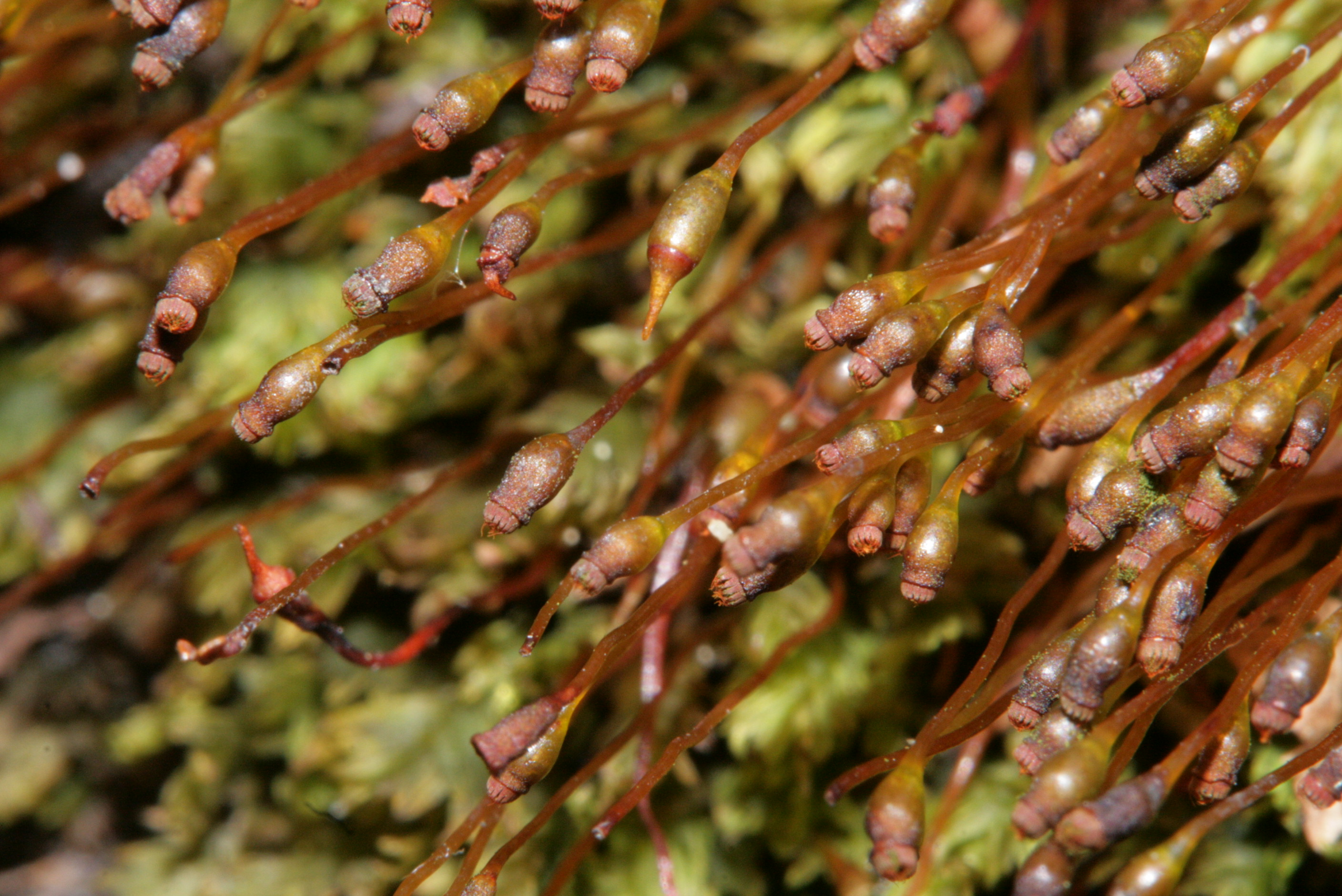
Puszki
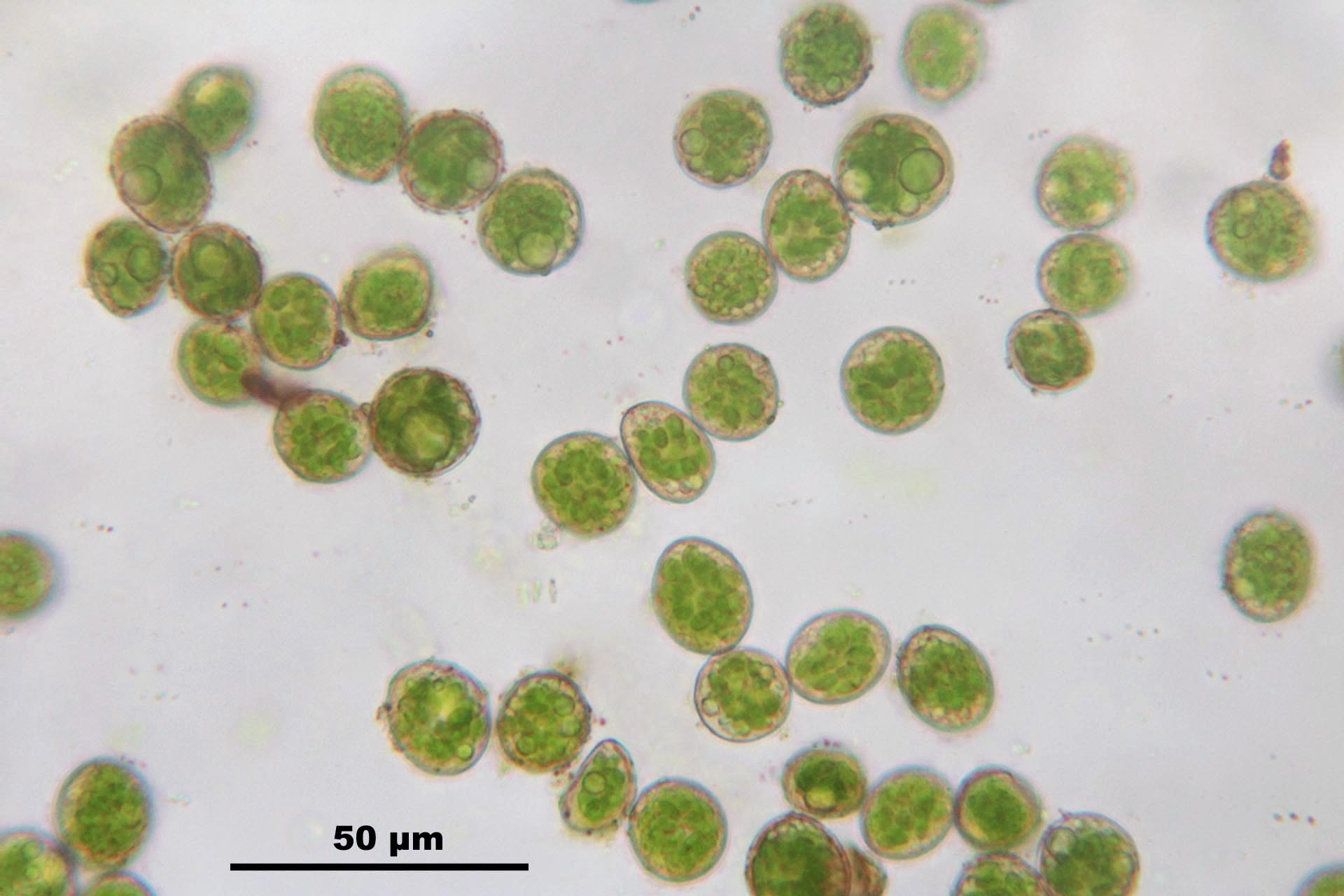
Zarodniki

## Biologia i ekologia
Rośnie na gliniastej, wapnistej ziemi i na osuwiskach, rzadko na skałach.

## Systematyka i nazewnictwo
Synonimy: Fissidens clebschii Steere, Fissidens pallidicaulis Mitt., Fissidens sylvaticus Griff.